# Je voulais me cacher
Pour plus de détails, voir Fiche technique et Distribution.
Je voulais me cacher (Volevo nascondermi) est un film italien réalisé par Giorgio Diritti, sorti en 2020. Il s'agit d'un film biographique sur le peintre italien Antonio Ligabue.
Il est sélectionné en compétition officielle à la Berlinale 2020 où Elio Germano décroche l'Ours d'argent du meilleur acteur.

## Synopsis
L'histoire du peintre Antonio Ligabue, avec des flashbacks montrant des aperçus de son enfance et de ses origines italo-suisses.
Le petit Antonio est confié à des parents adoptifs. Il commence aussitôt à avoir des troubles psychophysiques et il est atteint de rachitisme. Après avoir été expulsé de l'école et avoir agressé sa mère, il est hospitalisé à plusieurs reprises dans une clinique psychiatrique.
À vingt ans, il est expulsé de sa Suisse natale et débarque à Gualtieri, en Émilie.
Sans attache, ne connaissant pas la langue, il vit dans un grand dénuement et gagne sa vie comme manœuvre.
Il trouve cependant du réconfort dans la peinture, qu'il pratique en autodidacte, dessinant à merveille des animaux exotiques, qu'il unit au paysage émilien qui l'entoure.
Ligabue est découvert par Marino Mazzacurati, artiste peintre et sculpteur, qui lui enseigne les techniques de la peinture et organise ses premières expositions. 
Peu à peu le public et la critique le découvrent et apprécient son talent, qui va faire de lui un des maîtres de l'art naïf.

## Fiche technique
- Titre : Je voulais me cacher
- Titre original : Volevo nascondermi
- Réalisation : Giorgio Diritti
- Scénario : Giorgio Diritti et Tania Pedroni
- Photographie : Matteo Cocco
- Décors : Ludovica Ferrario
- Montage : Paolo Cottignola et Giorgio Diritti
- Musique : Marco Biscarini, Daniele Furiati
- Son : Carlo Missidenti
- Sociétés de production : Palomar, en collaboration avec Rai Cinema et Aranciafilm
- Sociétés de distribution :
  - Italie : 01 Distribution
  - France : Bodega Films
- Pays de production :  Italie
- Format : couleur — 35 mm[réf. nécessaire] — 2,39:1
- Genre : drame biographique
- Durée : 120 minutes
- Dates de sortie :
  - Allemagne : 21 février 2020 (Berlinale 2020)
  - Italie : 2020[1]
  - France : 7 juillet 2021

## Distribution
- Elio Germano : Antonio Ligabue
- Pietro Traldi : Renato Marino Mazzacurati
- Andrea Gherpelli : Andrea Mozzali
- Denis Campitelli : Nerone
- Orietta Notari : la mère de Mazzacurati
- Mario Perrotta : Raffaele Andreassi
- Dagny Gioulami : Elise
- Oliver Ewy : Antonio Ligabue, jeune
- Leonardo Carrozzo : Antonio Ligabue, enfant
- Filippo Marchi : Vandino
- Maurizio Pagliari : Sassi
- Francesca Manfredini : Cesarina
- Daniela Rossi : la mère de Cesarina
- Paolo Dallasta : Emilio Canova

## Sortie

### Accueil critique
En France, le site Allociné recense une moyenne des critiques presse de 2,8/5.

## Distinctions

### Récompenses
- Berlinale 2020 : Ours d'argent du meilleur acteur pour Elio Germano[3]
- Prix du cinéma européen 2020 : Meilleur photographe[4]
- Cérémonie des David di Donatello 2021[5],[6] : 
  - meilleur film
  - meilleur réalisateur
  - meilleur acteur pour Elio Germano
  - meilleur directeur de la photographie
  - meilleur décorateur
  - Meilleur coiffeur
  - Meilleur son

### Nominations
- Cérémonie des David di Donatello 2021 : 
  - Meilleur scénario original
  - Meilleur producteur
  - Meilleur musicien
  - Meilleure chanson originale
  - Meilleurs costumes
  - Meilleur maquilleur
  - Meilleur monteur